# Maxime Jadot
Pas d'image ? Cliquez ici

a Compétitions nationales et continentales officielles uniquement.

b Matchs officiels uniquement.
Dernière mise à jour le 21/10/2023.
Maxime Jadot, né le 6 janvier 1991, est un joueur belge de rugby à XV qui évolue au poste de pilier. 

## Biographie
Jeune, Maxime Jadot évolue au Black Star Rugby Charleroi puis au RC Frameries. Il part en 2010 en France, rejoindre le centre de formation de la Section paloise. Intégré au groupe belge dès avril 2010, il débutera en sélection face au Canada en Novembre, alors à Pau,.
Evoluant en Espoirs avec Pau, il bénéficie aussi d'un prêt auprès de l'US Morlaàs en Fédérale 1 en 2011. N'arrivant pas à intégrer le groupe professionnel palois, Jadot va prendre la direction du Lille MR. S'il obtient la promotion en Pro D2 avec ses collègues lillois, il est contraint de quitter de club à la suite de la faillite de Lille. Il rebondit donc à Vannes, et jouera bien en Pro D2. Peu utilisé à Vannes (12 matchs en deux saisons), il redescend en Fédérale 1, au Stade dijonnais. Après deux saisons à Dijon, il signe un contrat de deux ans avec l'Anglet ORC, souhaitant se rapprocher de la famille de sa femme et de ses amis. Il entame aussi à Anglet une reconversion professionnelle, arrêtant d'être joueur professionnel à temps plein, souhaitant néanmoins toujours continuer en sélection nationale.

## Statistiques

### En club
| 2011-2012 | US Morlaàs      | 2   | 0   |
| 2013-2014 | Section paloise | 1   | 0   |
| 2014-2015 | Lille MR        | 23  | 0   |
| 2015-2016 | Lille MR        | 13  | 5   |
| 2016-2017 | RC Vannes       | 10  | 0   |
| 2017-2018 | RC Vannes       | 2   | 0   |
| 2018-2019 | Stade dijonnais | 10  | 5   |
| 2019-2020 | Stade dijonnais | 14  | 5   |
| 2020-2021 | Anglet ORC      | ... | ... |
| 2011-2020 | Total           | 75  | 15  |

### En sélection
| Année | Compétition      | Matchs | Points | Essais | Transf. | Drops | Pénal. |
| ----- | ---------------- | ------ | ------ | ------ | ------- | ----- | ------ |
| 2010  | Test             | 1      | -      | -      | -       | -     | -      |
| 2010  | ENC 1B 2010-2012 | 1      | -      | -      | -       | -     | -      |
| 2011  | ENC 1B 2010-2012 | 4      | 5      | 1      | -       | -     | -      |
| 2013  | ENC 1A 2012-2014 | 4      | -      | -      | -       | -     | -      |
| 2014  | ENC 1A 2012-2014 | 3      | -      | -      | -       | -     | -      |
| 2014  | ENC 1B 2014-2016 | 1      | -      | -      | -       | -     | -      |
| 2015  | ENC 1B 2014-2016 | 2      | -      | -      | -       | -     | -      |
| 2016  | ENC 1B 2014-2016 | 3      | -      | -      | -       | -     | -      |
| 2017  | REC 2017         | 1      | -      | -      | -       | -     | -      |
| 2017  | Test             | 1      | -      | -      | -       | -     | -      |
| 2018  | REC 2018         | 2      | 5      | 1      | -       | -     | -      |
| 2019  | REC 2019         | 3      | 5      | 1      | -       | -     | -      |
| 2020  | REC 2020         | 4      | 5      | 1      | -       | -     | -      |
| 2023  | REC 2023         | 3      | -      | -      | -       | -     | -      |
| Total | Total            | 33     | 20     | 4      | -       | -     | -      |

| Essai | Adversaire | Lieu                                     | Compétition      | Date           | Résultat | Score |
| ----- | ---------- | ---------------------------------------- | ---------------- | -------------- | -------- | ----- |
| 1     | Pologne    | Narodowy Stadion Rugby, Gdynia           | ENC 1B 2010-2012 | 12 mars 2011   | Défaite  | 28-21 |
| 1     | Allemagne  | Centre sportif Nelson Mandela, Bruxelles | REC 2018         | 3 mars 2018    | Victoire | 69-15 |
| 1     | Allemagne  | Petit Heysel, Bruxelles                  | REC 2019         | 9 février 2019 | Victoire | 29-22 |
| 1     | Pays-Bas   | Stade du Pachy, Waterloo                 | REC 2020         | 29 mai 2023    | Défaite  | 21-23 |

## Palmarès
- Vainqueur de la Division 1B du Championnat européen des nations de rugby à XV 2010-2012 avec l'équipe de Belgique
- Vainqueur de la Division 1B du Championnat européen des nations de rugby à XV 2014-2016 avec l'équipe de Belgique